# Jordan Davis (football américain)
Jordan X. Davis, né le 12 janvier 2000 à Charlotte en Caroline du Nord, est un joueur américain de football américain qui évolue au poste de defensive tackle. Il joue avec la franchise des Eagles de Philadelphie en National Football League (NFL).

## Biographie

### Jeunesse
Né à Charlotte en Caroline du Nord, Davis fréquente le lycée Hopewell, où il joue au basket-ball, avant d'être transférée au lycée Mallard Creek alors qu'il était junior, où il a commencé à jouer au football américain. Il décida de jouer les Bulldogs de la Géorgie alors qu'ils avaient reçu des offres de Clemson, Floride, Miami et la Caroline du Nord,.

### Carrière universitaire
Étudiant à l'université de Géorgie, il joue avec les Bulldogs de 2018 à 2021. Après sa saison senior, il remporta le trophée Outland, décernée au meilleur joueur de ligne défensive du football universitaire, et le Chuck Bednarik Award, décernée au meilleur joueur défensif du football universitaire selon le Maxwell Football Club.

### Carrière professionnelle
Lors du NFL Combine 2022, Davis a enregistré une course de 4,78 secondes au sprint de 40 yards, faisant de lui le troisième joueur de plus de 330 livres à courir en dessous des 5 secondes après Dontari Poe (2012) et Greg Robinson (2014).
Il est sélectionné au 13e rang global par les Eagles de Philadelphie lors de la draft 2022 de la NFL. Les Eagles ont échangé le 15e, le 124e, le 162e et le 166e choix aux Texans de Houston pour acquérir le 13e choix global.